# Maja Flagstad
Marie "Maja" Flagstad (15 de noviembre de 1871 – 18 de enero de 1958) fue una pianista, directora coral y répétiteur noruega.

## Biografía
Nacida Marie Johnsrud, era de la granja Johnsrud, en el pueblo de Eidsvoll Verk. Era hermana  del organista Hans Nielsen Johnsrud (1864–1948). Se casó con el músico Michael Flagstad (1869–1930) y fue madre de Kirsten Flagstad (1895–1962), a quien enseñó voz y más tarde acompañó en sus grabaciones. Sus otros hijos fueron también músicos: el director Ole Flagstad, el pianista Lasse Flagstad, y la cantante Karen-Marie Flagstad. La familia vivió en Vinderen en Christiania (ahora Oslo).
Ya de muy joven, Maja Flagstad fue muy activa en la escena musical de la capital, primero en el Teatro Christiania en 1891, y más tarde en el Teatro Central, donde su marido era el director. En la apertura del cabaret teatral Chat Noir,  acompañó a Bokken Lasson cantando "Tuppen og Lillemor" (la versión noruega de "No Quiero Jugar en Vuestro Patio") el 1 de marzo de 1912. La familia Flagstad tenía un papel central en la Opera Comique de corta duración (1918–1921), donde Kirsten también cantaba. Más tarde la familia actuó en el Teatro Mayol (en 1921) y Casino (1924–1927).
Maja Flagstad fue la primera directora del Coro Filarmónico de Oslo en 1922. Fue directora invitada  en el Teatro Nacional en Bergen y fue reconocida por el descubrimiento del artista y cantante de bajos Bjarne Bø durante una actuación en la Catedral de Bergen en 1929. Trabajó extensamente como répétiteur, acompañando a reconocidos artistas como Hauk Aabel y Erik Ole Bye.